# ASSIST
ASSIST ("American Secondary Schools for International Students and Teachers") är en icke-vinstinriktad utbytesorganisation med säte i USA som är aktiv i fler än tjugo länder. ASSIST delar ut stipendier till talangfulla niondeklassare samt till gymnasieelever för ett års studier vid någon av USA:s främsta privata high schools (independent secondary schools).

## Organisation
ASSIST är en icke-vinstinriktad utbytesorganisation, som har som mål att främja kulturellt och internationellt utbyte mellan USA och omvärlden. De vänskapliga relationerna grundas ofta i klassrummet och för att på längre sikt främja goda relationer mellan länder arbetar ASSIST för att sammanföra morgondagens ledare.
De skolor som ingår i ASSIST:s nätverk är alla medlemmar i the National Association of Independent Schools. De är några av landets absolut främsta skolor. Studienivån är mycket hög och klasserna små - vanligtvis inte mer än 15 elever.
80 % av de skolor som ingår i ASSIST:s nätverk är internatskolor. Här bor eleverna på skolan och de får en kontaktfamilj som de kan besöka på loven.
Lärarna är mycket kompetenta och många bor på campusområdet. Många av lärarna är också coacher i sportlagen, vilket innebär att man som elev utvecklar en särskild relation till sina lärare.
Vanligtvis finns det ca 20 olika sportlag på varje skola och man förväntas delta i minst två sporter under året.
ASSIST:s vision: "ASSIST creates life-changing opportunities for outstanding international scholars to attend and contribute to the finest American independent secondary schools to promote mutual understanding, cultural interchange and global citizenship".

## Historia
ASSIST grundades 1969 av Paul G. Sanderson, Jr., dåvarande antagningsansvarig på Suffield Academy. Sanderson insåg fördelarna med ett kulturellt utbyte i klassrummet och ville därför berika amerikanska independent secondary schools genom att internationalisera utbildningsmiljön. Sanderson startade utbytesorganisationen ASSIST och erbjöd talangfulla ungdomar möjligheten att studera ett år i USA. Det började med ett klassrum på 13 elever och idag - 45 år senare - har mer än 4300 elever från 50 länder åkt med ASSIST. Av dessa är drygt 230 elever svenskar. Tyskland var det första landet att samarbeta med ASSIST. ASSIST expanderade sin verksamhet till flera andra länder och har sedan dess berikat studentmiljön på flera amerikanska skolor genom att möjliggöra internationella möten. 
Efter Sandersons bortgång utsågs Betsy och Kenneth Lindfors till ledare av ASSIST. Under deras 13-åriga ledarskap spreds ASSIST:s verksamhet till ännu fler länder. Lindfors efterträddes av Anne och Robert Stanley. Robert Stanley är numera ordförande för organisationen, Martin Milne är vice ordförande och ansvarar för relationer med medlemsskolorna och utbytesstudenternas familjer och Meg Milne Moulton är vice ordförande och ansvarig för PR och kommunikation. 

## Antagning

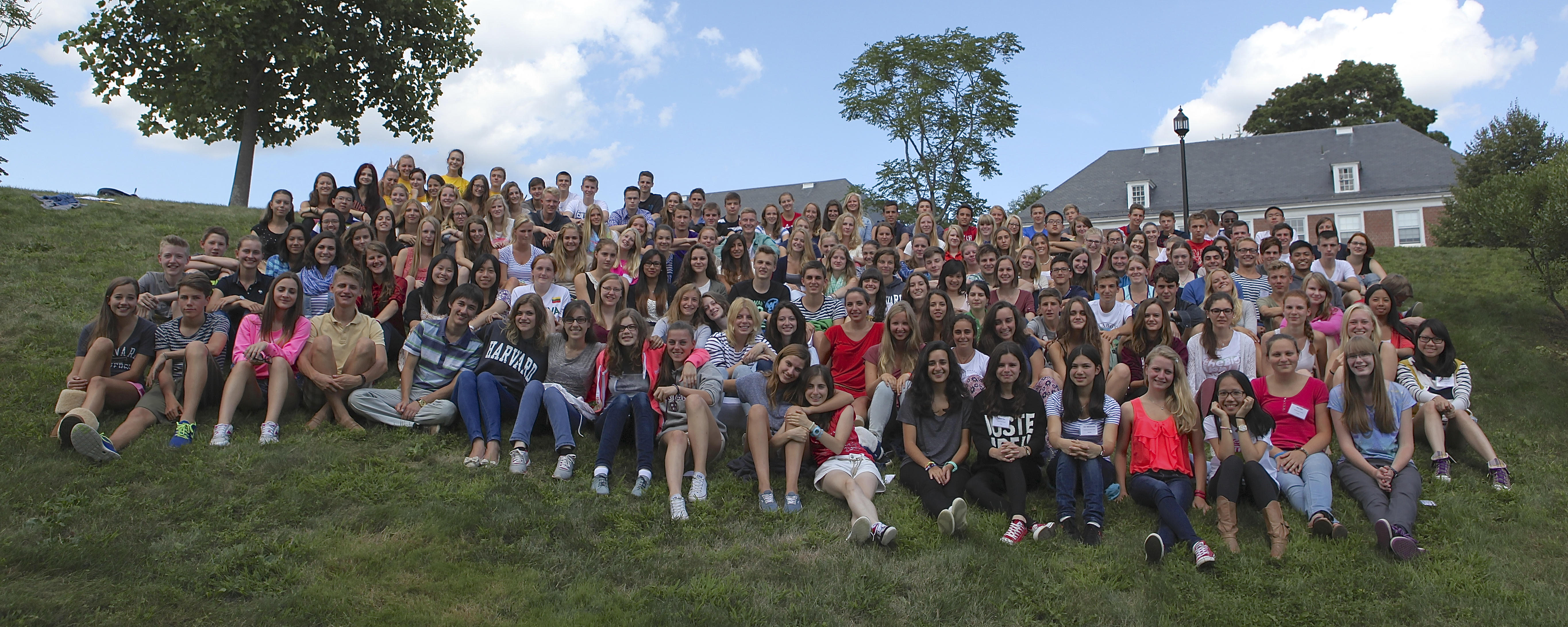
ASSIST stipendiater 2013/14

ASSIST:s antagnings- och intervjuteam reser jorden runt, för att intervjua potentiella kandidater till programmet. År 2013 ansökte totalt 1650 elever om att få delta. 725 av dessa gick vidare till final och intervjuades och av dessa tilldelades 161 elever stipendium (10 %).
Fler än 90 % av ASSIST:s kandidater gör framstående insatser under sitt år i USA. Kandidaterna förväntas bidra till skolmiljön genom att delta i olika aktiviteter såsom sport, konst, ”community service” och övriga aktiviteter. Kandidaterna är även ambassadörer för sitt hemland och förväntas därför bidra med att dela med sig av sin kultur. Under 2013/2014 representerades ASSIST av kandidater från 20 olika länder. Gemensamt för de elever som premieras med ett stipendium är att alla har mycket starka akademiska meriter. Dessutom är de även framstående i sport, musik eller något annat område och de är även mycket engagerade individer som vill påverka sin omgivning och samhällsutvecklingen.

## Skolor och länder
Alla skolor som ingår i ASSIST:s nätverk är independent high-schools och medlemmar i ”the National Association of Independent Schools”. Varje skola erbjuder minst ett fullt stipendium till en ASSIST-kandidat och i vissa fall även partiella stipendier. Stipendiet täcker kostnaden för undervisning, mat och logi. 80% av ASSIST:s skolor är internatskolor, resterande 20% är dagskolor. Stipendierna gäller endast för ett års studier. När läsåret har passerat förväntas kandidaten att återvända hem för att avsluta sin utbildning. 
ASSIST granskar sina skolor två gånger per år. Varje skola besöks av personal och volontärer från ASSIST för att försäkra sig om att skolorna tillgodoser ASSIST kandidaternas behov.

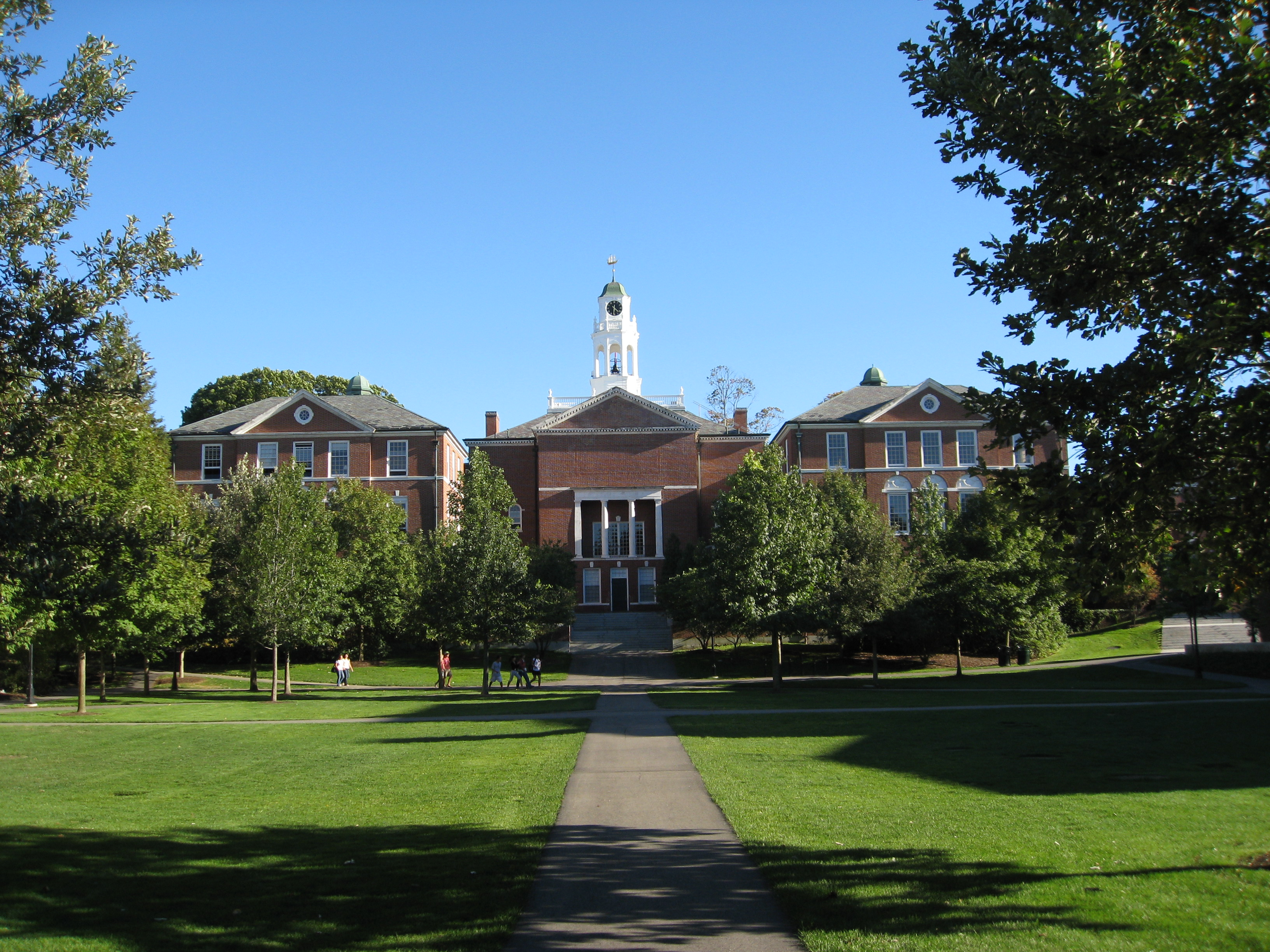
Philips Exeter Academy, New Hampshire
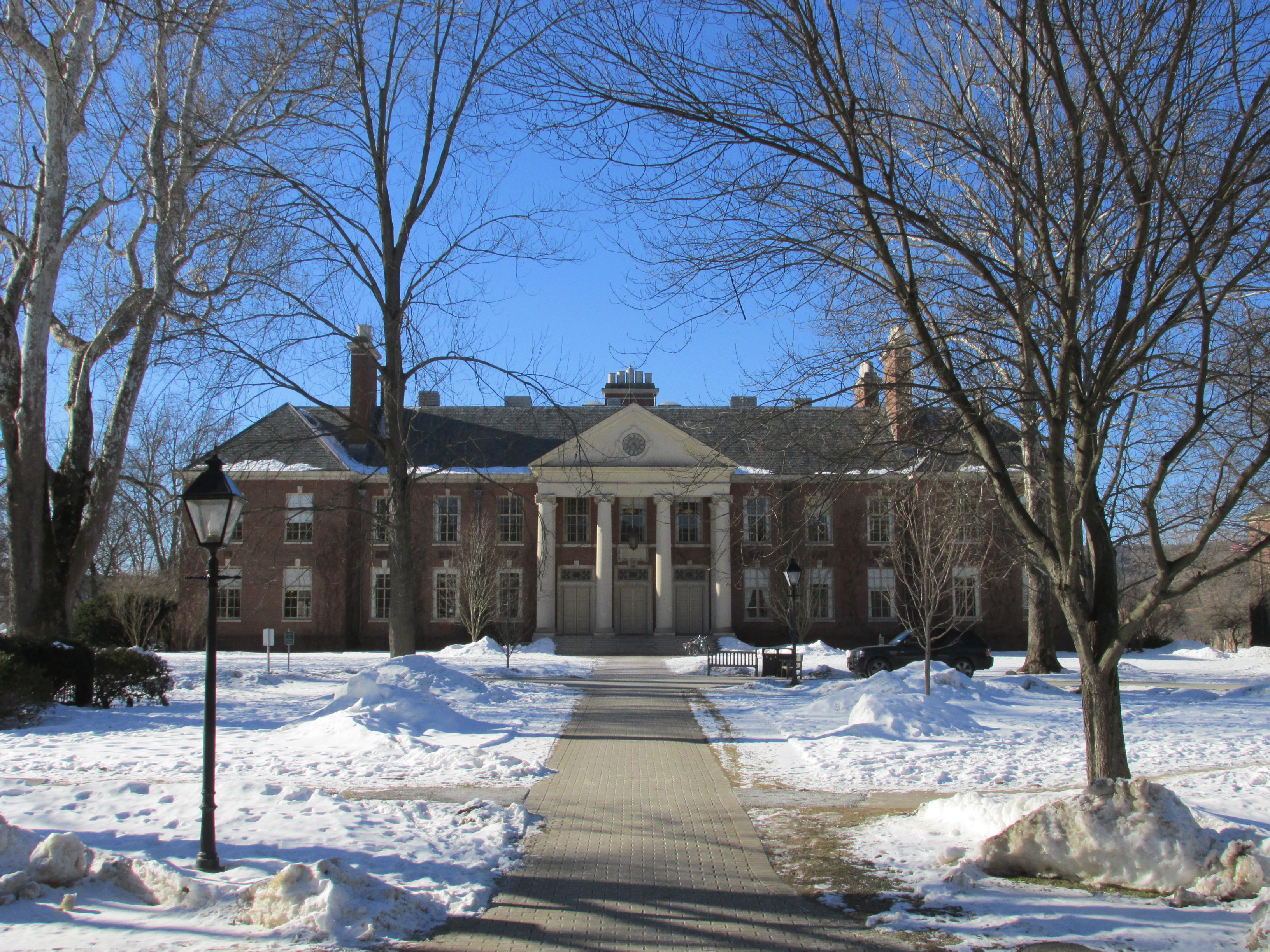
Deerfield Academy, Massachusetts
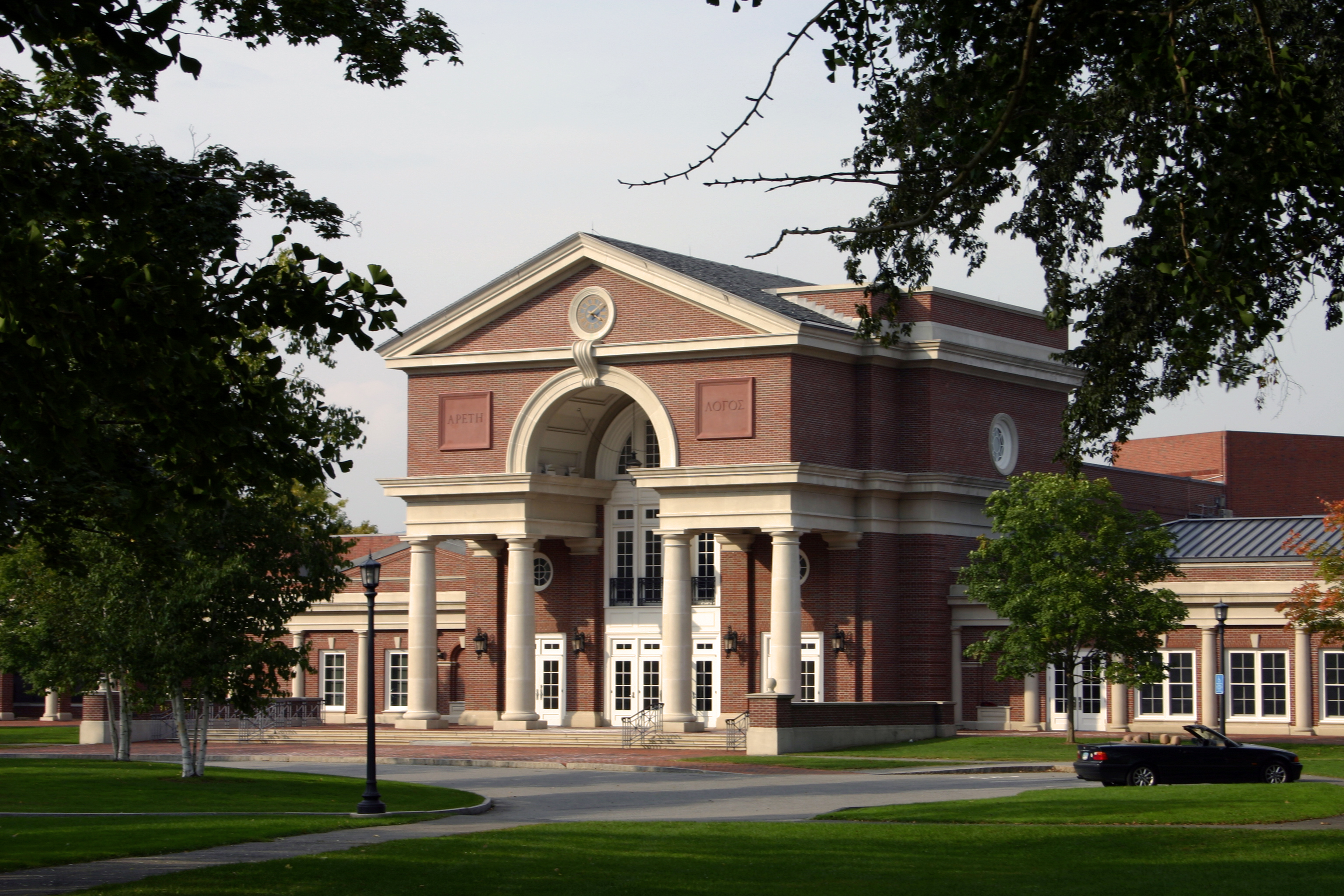
The Hotchkiss School, Connecticut
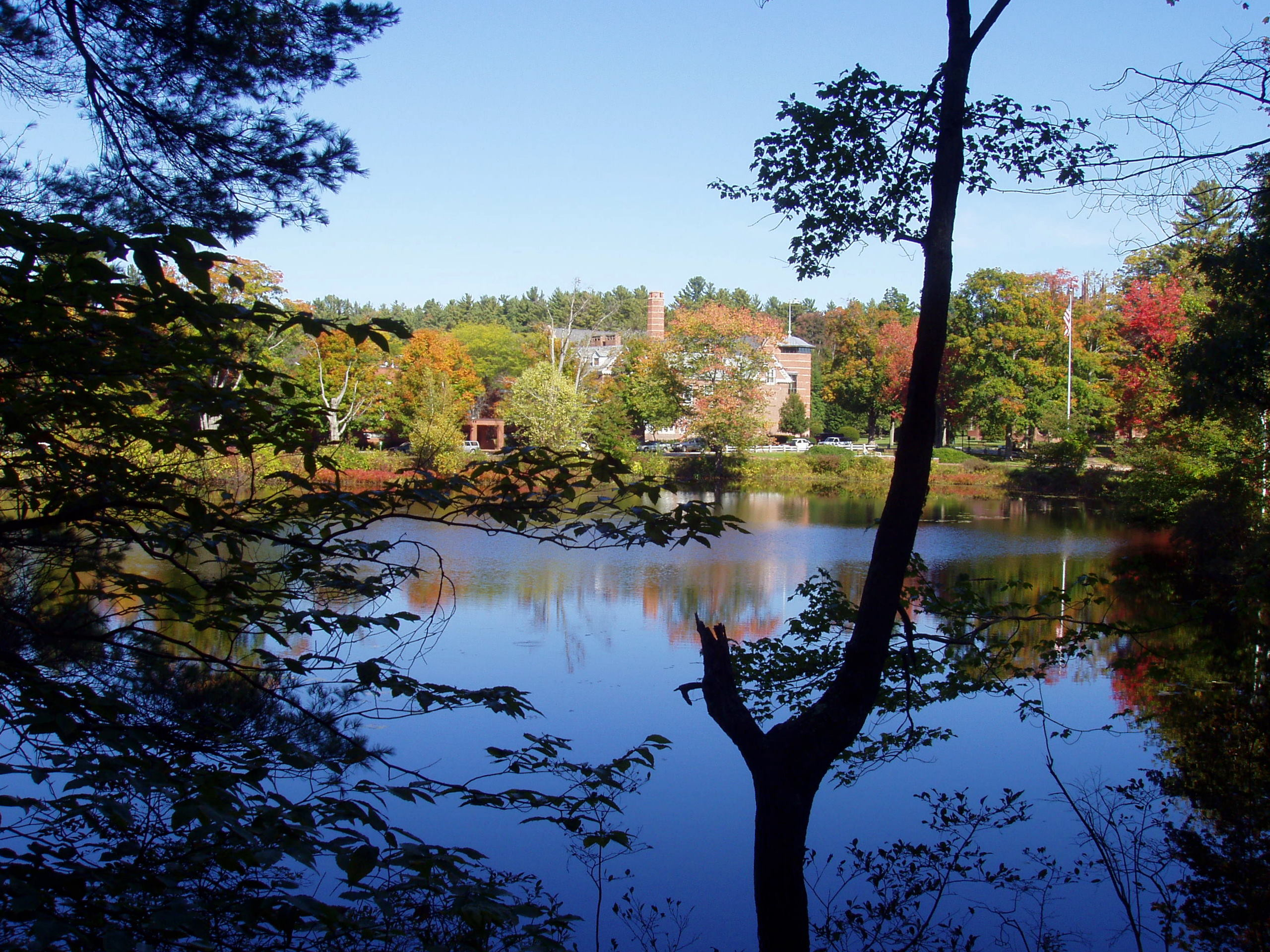
St. Paul's School, New Hampshire

Sedan ASSIST grundades har elever från följande länder ansökt till ASSIST. Vanligtvis har ASSIST elever från fler än 20 länder. ASSIST samarbetar med partnerorganisationer och skolor i de länder som är markerade med fet stil.
- Albanien
- Australien
- Österrike
- Azerbajdzjan
- Belgien
- Bosnien och Hercegovina
- Botswana
- Brasilien
- Bulgarien
- Kina
- Kroatien
- Tjeckien
- Danmark
- Storbritannien
- Estland
- Finland
- Frankrike
- Gambia
- Tyskland
- Honduras
- Ungern
- Indien
- Irland
- Israel
- Italien
- Japan
- Jordanien
- Kenya
- Lettland
- Litauen
- Makedonien
- Mali
- Moldavien
- Mongoliet
- Nederländerna
- Nya Zeeland
- Nigeria
- Norge
- Palestina
- Polen
- Rumänien
- Slovakien
- Samoa
- Sydafrika
- Somaliland
- Spanien
- Sverige
- Schweiz
- Turkiet
- Vietnam
- Jugoslavien